# Ali Larter
Alison Elizabeth Larter (Cherry Hill, New Jersey, 1976. február 28. –) amerikai színész, modell.
Színészi pályafutását televíziós vendégszereplésekkel kezdte az 1990-es évek során, majd 1999-ben játszott az Őrjítő szerelem, a Prérifarkas blues és a Ház a Kísértet-hegyen című filmekben. A Végső állomás (2000) és a Végső állomás 2. (2003) című horrorfilmekben Clear Riverst alakította.
Mellékszerepeket kapott a Doktor Szöszi (2003) és a Szerelem sokadik látásra (2005) című filmekben, míg a 2009-es Őrült szenvedélyben már főszereplőként tűnt fel. 2006 és 2010 között a Hősök című sci-fi-drámasorozatban kettős szerepben Niki Sanderst és Tracy Strausst formálta meg.
A Resident Evil videójáték-sorozat szereplőjét, Claire Redfieldet három alkalommal keltette életre a filmvásznon, A Kaptár 3. – Teljes pusztulás (2007), A Kaptár – Túlvilág (2010) és a A Kaptár – Utolsó fejezet (2017) című filmadaptációkban.

## Élete és pályafutása
Pályafutását modellként kezdte, 13 évesen. Egy barátja javaslatára kezdett el színészkedni.
Barátjával 1995-ben, Los Angelesbe költözött.
Először a Chicago Sons című sorozatban láthatta az amerikai nagyközönség, 1997-ben. Első mozifilmje az 1999-es Prérifarkas blues. Leginkább a Hősök című 2006-os sorozatból ismert, Niki Sanders-ként.

## Filmográfia

### Film
| Év   | Magyar cím                     | Eredeti cím                      | Szerep                | Magyar hang        |
| ---- | ------------------------------ | -------------------------------- | --------------------- | ------------------ |
| 1999 | Őrjítő szerelem                | Drive Me Crazy                   | Dulcie                |                    |
| 1999 | Prérifarkas blues              | Varsity Blues                    | Darcy Sears           |                    |
| 1999 | Ház a Kísértet-hegyen          | House on Haunted Hill            | Sara Wolfe            | Horváth Lilla      |
| 2000 | Végső állomás                  | Final Destination                | Clear Rivers          | Zsigmond Tamara    |
| 2001 | Doktor Szöszi                  | Legally Blonde                   | Brooke Taylor Windham | Spilák Klára       |
| 2001 | Törvényen kívül                | American Outlaws                 | Zerelda Zee Mimms     | Zsigmond Tamara    |
| 2001 | Törvényen kívül                | American Outlaws                 | Zerelda Zee Mimms     | Solecki Janka      |
| 2001 | Jay és Néma Bob visszavág      | Jay and Silent Bob Strike Back   | Chrissy               | Roatis Andrea      |
| 2003 | Végső állomás 2.               | Final Destination 2              | Clear Rivers          | Zsigmond Tamara    |
| 2004 | Tripla kockázat                | 3-Way                            | Isobel Delano         |                    |
| 2005 | Szerelem sokadik látásra       | A Lot Like Love                  | Gina                  | Kisfalvi Krisztina |
| 2005 |                                | Confess                          | Olivia Averill        |                    |
| 2007 |                                | Homo Erectus                     | Fardart               |                    |
| 2007 |                                | Marigold                         | Marigold Lexton       |                    |
| 2007 | A Kaptár 3. – Teljes pusztulás | Resident Evil: Extinction        | Claire Redfield       | Csondor Kata       |
| 2007 | A legendás gitáros             | Crazy                            | Evelyn Garland        |                    |
| 2009 | Őrült szenvedély               | Obsessed                         | Lisa Sheridan         | Szávai Viktória    |
| 2010 | A Kaptár – Túlvilág            | Resident Evil: Afterlife         | Claire Redfield       | Csondor Kata       |
| 2014 | Megőrülök érted                | Lovesick                         | Molly                 | Mezei Kitty        |
| 2014 | Te nem vagy te                 | You're Not You                   | Kelly                 | Mezei Kitty        |
| 2015 |                                | The Diabolical                   | Madison               |                    |
| 2017 | A Kaptár – Utolsó fejezet      | Resident Evil: The Final Chapter | Claire Redfield       | Csondor Kata       |
| 2021 |                                | The Last Victim                  | Susan                 |                    |
| 2022 |                                | The Hater                        | Victoria              |                    |
| 2023 |                                | The Man in the White Van         | Hellen                |                    |
| 2024 |                                | Spin the Bottle                  | Maura Randell         |                    |

### Televízió
| Év        | Magyar cím          | Eredeti cím           | Szerep                                                      | Megjegyzések                               |
| --------- | ------------------- | --------------------- | ----------------------------------------------------------- | ------------------------------------------ |
| 1997      | Szeleburdi Susan    | Suddenly Susan        | Maddie                                                      | 1 epizód                                   |
| 1997      |                     | Chicago Sons          | Angela                                                      | 1 epizód                                   |
| 1998      | Chicago Hope kórház | Chicago Hope          | Samantha                                                    | 1 epizód                                   |
| 1998      | Divatalnokok        | Just Shoot Me!        | Karey Burke                                                 | 1 epizód                                   |
| 1998      | Dawson és a haverok | Dawson's Creek        | Kristy Livingstone                                          | 2 epizód                                   |
| 2004      | Törtetők            | Entourage             | önmaga                                                      | 1 epizód                                   |
| 2006–2010 | Hősök               | Heroes                | Niki Sanders / Jessica Sanders / Gina Sanders Tracy Strauss | - főszereplő - magyar hangja: - Gubás Gabi |
| 2012      |                     | The Asset             | Anna King                                                   | főszereplő (próbaepizód)                   |
| 2013      | A liga              | The League            | Georgia Thompson                                            | 1 epizód                                   |
| 2014      | Legends – Beépülve  | Legends               | Crystal McGuire                                             | főszereplő                                 |
| 2016–2017 | A legnagyobb dobás  | Pitch                 | Amelia Slater                                               | főszereplő                                 |
| 2017      | Félig üres          | Curb Your Enthusiasm  | tévés nyomozó                                               | 1 epizód                                   |
| 2018–2019 | Elválótársak        | Splitting Up Together | Paige                                                       | 3 epizód                                   |
| 2019–2020 | Az újonc            | The Rookie            | Dr. Grace Sawyer                                            | visszatérő szereplő                        |
| 2021      |                     | Creepshow             | Pam Spinster                                                | 1 epizód                                   |
| 2024      | Az olajügynök       | Landman               | Angela Norris                                               | főszereplő                                 |

## Fordítás
- Ez a szócikk részben vagy egészben  az   Ali Larter című angol Wikipédia-szócikk fordításán alapul.  Az eredeti cikk szerkesztőit annak laptörténete sorolja fel. Ez a jelzés csupán a megfogalmazás eredetét és a szerzői jogokat jelzi, nem szolgál a cikkben szereplő információk forrásmegjelöléseként.